# Barcza Gedeon
Barcza Gedeon (Kisújszállás, 1911. augusztus 21. – Budapest, 1986. február 27.) tanár, sakkozó, sakkolimpiai bajnok, nyolcszoros magyar bajnok, mesteredző, sakkszakíró.

## Élete
Szülei, Barcza József latin-magyar szakos gimnáziumi tanár és Sütő Anna házasságából egy leány, majd egy fiúgyermek született. A család 1916-ban költözött Debrecenbe, ahol az édesapja a református főgimnázium igazgatója lett. Iskoláit Debrecenben végezte. A református kollégium elemi iskolájában végig színjeles, majd 1921 szeptemberében beiratkozott a kollégium főgimnáziumába. 1921 végén vesztette el mindössze 50 évet megért édesapját. A gimnázium alsó osztályaiban eredményei közepesek voltak, a felső osztályokban azonban szembetűnően javultak, érettségijét 1929-ben már jeles minősítéssel tette le.
A gimnáziumi évek alatt érdeklődése a magyar irodalom felé irányult (szívesen és jól szavalt, az önképzőkörben is a vezetők közé tartozott). Ilyen irányú életpálya vonzotta is, a körülmények azonban úgy alakultak, hogy egyetemi tanulmányait Debrecenben a matematika-fizika szakon folytatta. Leckekönyvének tanúsága szerint szorgalmas volt, a vizsgái többségét jeles eredménnyel tette le. A matematika-fizika szakos középiskolai tanári oklevelet 1934-ben kapta meg. Az akkori viszonyok között álláshoz nem jutott, magántanítványokat vállalt, s egyúttal beiratkozott a jogi karra is, ahol néhány évet eredményesen elvégzett.
Az egyetemi évek alatt jó tanulmányi eredményei, olvasottsága, szónoki készsége, valamint a sakkban elért sikerei következtében is az egyetemi ifjúság körében népszerű lett, s annak vezetői közé emelkedett. Ez nem számított jó pontnak az egyetem vezetőségénél, mert az ottani ifjúsági mozgalom nem az ő elképzeléseik szerint formálódott. Kezdeményező szerepe volt a haladó szellemű irodalmi termékek (Új vetés, Debreceni káté) megjelentetése során is. Mindezek együtt oda vezettek, hogy komoly figyelmeztetéssel záródó fegyelmi eljárás is indult ellene. Ez azonban különösebb következményekkel nem járt, tanulmányait folytathatta és befejezhette.

## Felnőttkor és sakk
1936 őszén költözött Budapestre. A müncheni sakkolimpián elért eredménye, amelyen a magyar válogatott csapattal aranyérmet szerzett, is hozzásegítette ahhoz, hogy az Egressy úti polgári fiúiskolában állást kaphasson. Néhány évig volt itt előbb helyettes, majd óraadó, 1940-től pedig már rendes tanár, majd 1943-ban helyettes igazgató. Ez időre (1941) esik házasságkötése a budapesti származású Bányay Erzsébettel, aki szintén pedagógus. Gyermekeik közül az első két fiú (Csanád, 1942 és Szabolcs, 1944) a háború alatt, nehéz és veszélyekkel is teli időkben született.
1945-ben igazgatói rangot kapott, s egyúttal áthelyezték a fővárosi tanács oktatási osztályára, ahol előbb gazdasági előadói, majd főelőadói munkakörben dolgozott; 1950-ben csoportvezető lett. Noémi (1947) és Gyöngyi (1949) már a béke idején született. A négy gyermek közül három családos, összesen tizenegy gyermekük van.
Az 1951-es év fontos fordulatot jelentett életében. Állást, sőt hivatást is változtatott, 1951. február 15-étől kezdve újságíró lett, a Sportlap- és Könyvkiadó Vállalat kötelékében, előbb rövid ideig a Népsport, majd nemsokára a Magyar Sakkélet szerkesztőségében, ahol 1972-es nyugalomba vonulásáig együtt formálta, alakította Magyarország legjelentősebb sakkszervező folyóiratát Szabó Lászlóval és Bán Jenővel. 1972. március 1-jén vonult nyugalomba, utána már csak irodalmi munkássága kötötte le. Ebben az időben kezdett neki a többkötetesre tervezett Magyar Sakktörténet című művének, amelyből életében az első két kötet jelent meg.
Nyolc ízben nyerte meg a magyar sakkbajnokságot (1942, 1943, 1947, 1950, 1951, 1955, 1957 és 1958). 1954-ben lett nagymester.
Mint sakkoktató (1952-től mesteredző) nemcsak mindenkori egyesületében, de más körökben is működött. A leghosszabb ideig a Tipográfia egyesületében edzősködött Bán Jenővel. Országos hírű előadásaira zsúfolásig megteltek az előadótermek és a magyar rádióban, televízióban is átütő sikerrel szerepelt minden alkalommal.
A Tipográfia TE OB 1. sakkcsapatában még évekig versenyzett a tiszteletbeli 1. táblán. Az országos sakk csapatbajnokság idegenbeli, vidéki fordulóira a sakkcsapat általában vonattal utazott. Érdekesség, hogy Barcza nagymester mindig menetirány szerint háttal ült. Elmondása szerint gyerekkorában mindig így foglalt helyet (mivel ezt senki más nem vállalta el szívesen) és ezt annyira megszokta, hogy ez lett neki a természetes.
1963 decemberétől a Magyar Testnevelési és Sportszövetség országos tanácsának tagja lett.

## Olimpiai szereplései
A magyar válogatott csapat tagja volt az 1936-os müncheni nemhivatalos, valamint hét hivatalos sakkolimpián (1952, 1954, 1956, 1958, 1960, 1962, és 1968). Csapatban 1 arany és 1 bronz, egyéniben egy 1 arany, 1 ezüst és 1 bronzérmet szerzett.
| Év   | Olimpia                      | Helyszín                | Tábla | Győzelem | Vereség | Döntetlen | %    | Helyezés egyéni | Helyezés csapat |
| 1936 | 3. nem hivatalos sakkolimpia | München ( Németország)  | 6.    | 7        | 2       | 7         | 65,6 |                 | Aranyérem       |
| 1952 | 10. sakkolimpia              | Helsinki ( Finnország)  | 2.    | 3        | 4       | 7         | 46,4 | 12.             | 6.              |
| 1954 | 11. sakkolimpia              | Amszterdam ( Hollandia) | 3.    | 10       | 1       | 5         | 78,1 | Aranyérem       | 6.              |
| 1956 | 12. sakkolimpia              | Moszkva ( Szovjetunió)  | 2.    | 9        | 2       | 5         | 71,9 | Ezüstérem       | Bronzérem       |
| 1958 | 13. sakkolimpia              | München ( NSZK)         | 2.    | 7        | 3       | 5         | 63,3 | 9.              | 13.             |
| 1960 | 14. sakkolimpia              | Lipcse ( NDK)           | 3.    | 8        | 2       | 6         | 68,8 | 4.              | 4.              |
| 1962 | 15. sakkolimpia              | Várna ( Bulgária)       | 4.    | 8        | 4       | 1         | 65,4 | 7.              | 5.              |
| 1968 | 18. sakkolimpia              | Lugano ( Svájc)         | 5.    | 7        | 0       | 7         | 75,0 | Bronzérem       | 6.              |

Magyarország olimpiai eredményeinek emlékét 2000 óta a világon egyedülálló sakkolimpiai emlékmű is őrzi, Pakson.

## Művei

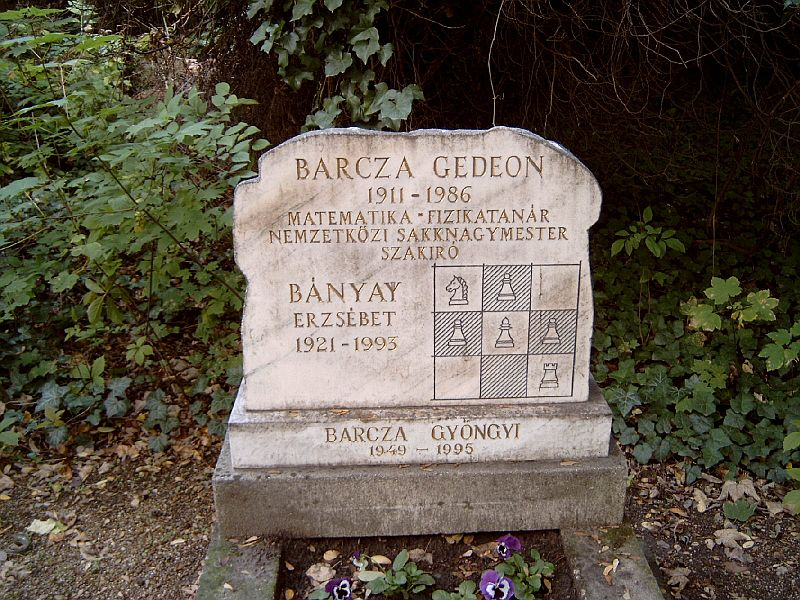
Barcza Gedeon sírja Budapesten. Kerepesi temető: 33/3-1-7

- Balogh János és Barcza Gedeon játszmái. Az 1941-42. évi magyar levelezési bajnoki sakkversenyről; Első Kecskeméti Hírlapkiadó Ny., Kecskemét, 1942
- A sakk; s. n., Budapest, 1944 (Somody könyvek)
- Egykor és most. Két győri verseny válogatott játszmái; szerk. Barcza Gedeon, Chalupetzky Ferenc; MÁV-DAC Sakkör, Győr, 1948
- Barcza Gedeon–Szily József: Országos magyar sakkbajnokság 1947; Első Kecskeméti Hírlapkiadó Ny., Kecskemét, 1948
- Asztalos Lajos–Barcza Gedeon: Botvinnik győzelme a világbajnoki küzdelemben. A hágai és moszkvai világbajnoki sakkversenyek; Magyar Sakkvilág, Kecskemét, 1949
- Lasker – Tarrasch (1908). Párosmérkőzés a világbajnokságért. Sakkstilus-tanulmány; Magyar Sakkvilág, Budapest, 1950
- Barcza Gedeon–Tóth László: Tanulj sakkozni!; Sport, Budapest, 1951 (A Magyar sakkélet könyvei)
- Barcza Gedeon–Tóth László: A 18. szovjet sakkbajnokság; Sportkiadó, Budapest, 1951 (A Magyar sakkélet könyvei)
- Sakkvilágbajnok jelöltek versenye Budapest 1950; összeáll., elemzések Barcza Gedeon; Sportkiadó, Budapest, 1951
- Barcza Gedeon–Alföldy László–Kapu Jenő: A sakkozás világbajnokai. Morphytól Botvinnikig; Sport, Budapest, 1959
- Barcza Gedeon–Tóth László: Tanulj sakkozni!; 4. jav. kiad.; Sport, Budapest, 1959
- Dr. Asztalos Lajos emlékverseny. A Magyar Sakkszövetség 3. nemzetközi versenye, Balatonfüred, 1960. jún. 5-17.; szerk. Barcza Gedeon; Múz. soksz., Budapest, 1960
- Nagymesterverseny Tóth László emlékére. Kecskemét, 1966. máj. 11-12.; Sakkhíradó, Kecskemét, 1966
- Az első magyarországi nemzetközi sakkversenytől a második magyar sakkszövetség megalakulásáig, 1896–1921; szerk. Barcza Gedeon, Földeák Árpád; Sport, Budapest 1989
- Barcza Gedeon, Alföldy László, Kapu Jenő: Die Weltmeister des Sachspieles Hamburg, 1975
- Barcza Gedeon (szerk.): Magyar Sakktörténet 1., Sport, Budapest, 1975. ISBN 963 253 238 4 (össz. kiadás), ISBN 963 253 239 2 (1. kötet)
- Barcza Gedeon: Magyar Sakktörténet 2., Sport, Budapest, 1977. ISBN 963 253 248 1 (2. kötet)
- Barcza Gedeon, Bilek István: Magyar Sakktörténet 3. kötet, Sport, Budapest, 1989. ISBN 963 253 321 6 (3. kötet)

## Díjai, elismerései
- Magyar Népköztársasági Sportérdemérem ezüst fokozat (1951)[14]
- A Magyar Népköztársaság kiváló sportolója (1951,[15] 1968[16])
- Mesteredző (1952)
- A Magyar Népköztársaság Érdemes Sportolója (1954)[17]
- Szocialista Munkáért Érdemérem (1961) a lipcsei sakkolimpián elért eredményért[18]
- Magyar Népköztársasági Sportérdemérem arany fokozat (1971)[19]
- Munka Érdemrend arany fokozata (1981)[20]
- 2012-ben posztumusz megkapta a Magyar Sakkszövetség és a Sakk-kultúráért Alapítvány kuratóriuma által alapított Caissa lovagja kitüntetést.[21]